# Höglandsleden

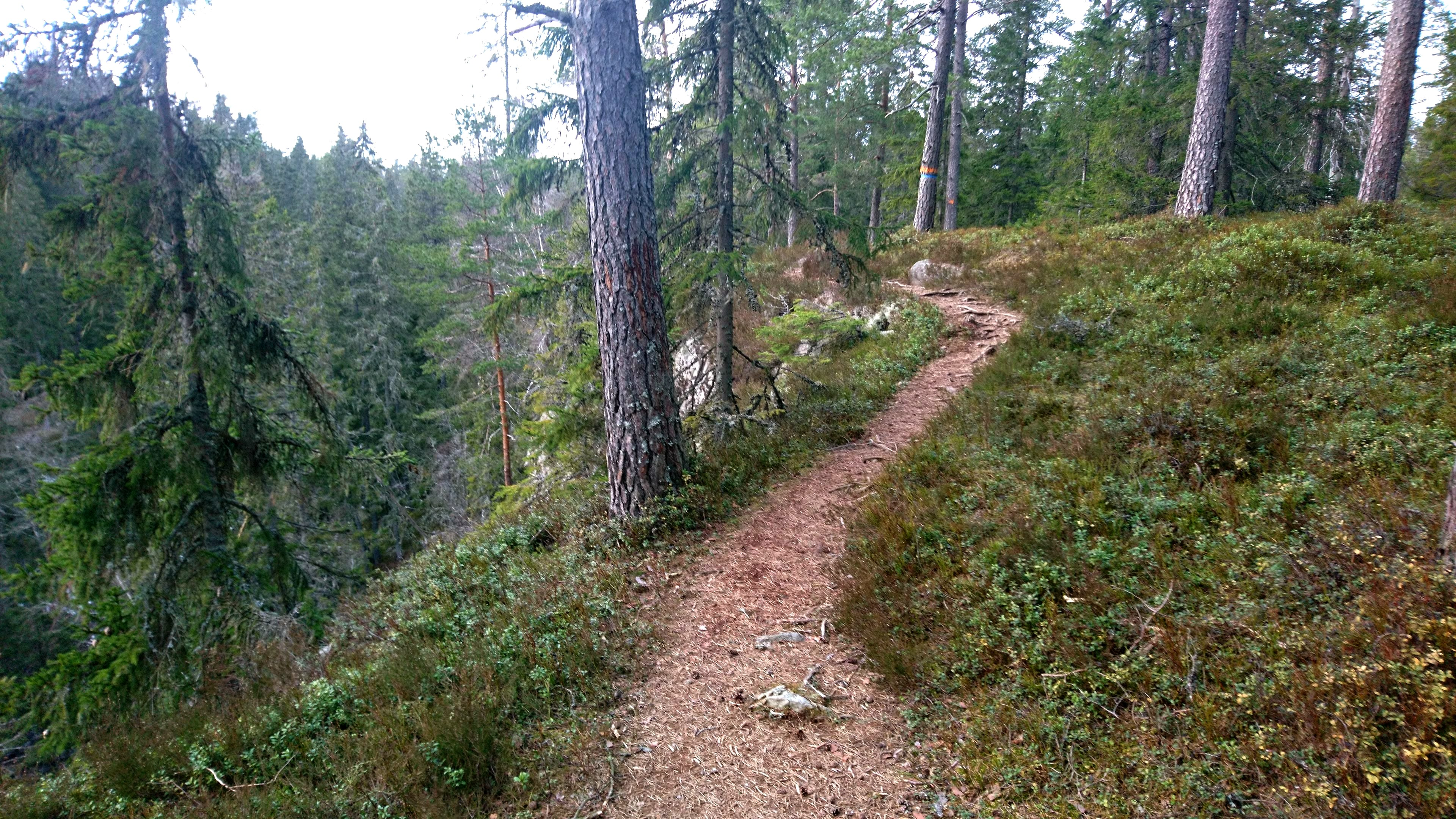

Het Höglandsleden (Hooglandspad) is een wandelpad in het Zweedse landschap Småland. Het wandelpad loopt een in een ronde vorm en heeft dus geen vast begin of eindpunt. Het wandelpad is in totaal 454 kilometer lang en loopt door het hoogland van Småland. Delen van het wandelpad maken deel uit van de wandelroute E6, die loopt van het noorden van Finland naar het oosten van Griekenland.
Tussen Vikskvarn en Asa (een afstand van 60 kilometer) wordt het wandelpad ook wel Sävsjöleden genoemd en tussen Asa en Ingatorp (142 kilometer) ook wel Njudungsleden. In het oosten sluit het wandelpad Sevedeleden op het wandelpad aan, in het Noordoosten het Anebyleden en het Östgötaleden, in het zuidoosten het Vildmarksleden, in het zuidwesten het Sigfridsleden en in het westen in de buurt van Hestra het Gislavedsleden en het Järnbäraleden.
Aan het wandelpad bevinden zich om de zoveel kilometer rust/slaapplaatsen, hier zijn windschuilhutten te vinden en plaatsen waar men vuur kan maken. Wandelaars die het wandelpad wandelen mogen gebruikmaken van het Allemansrecht.